# Istrska pramenka
Istrska pramenka, poznana tudi kot istrijanka, primorska ovca, ovca surove volne, kraška ovca in v ovčereji s krajšavo IP, je slovenska avtohtona pasma domače ovce, ki izvira iz Krasa in Istre. Poleg istrske pramenke med avtohtone ovčje pasme spadajo tudi belokranjska pramenka, bovška ovca, jezersko-solčavska ovca in oplemenjena jezersko-solčavska ovca. Bela in črnopikasta (redkeje temna) istrijanka je primarno mlečna pasma, ki se uporablja tudi za prirejo volne in mesa.

## Izvor in razširjenost
Za izvorno območje istrijanke se štejeta predela Kras in Istra; po slednjem polotoku je pasma dobila tudi svoje ime. Drug del imena, pramenka, se navezuje na lastnosti ovčje volne – pri istrski pramenka je dolga volna groba in pramenasta. Pasma je nastala iz nekdanje domače, avtohtone pasme, ki so jo tam gojili ovčarji. Pomanjkanje krme v kraškem svetu je povzročilo, da so poleti pasli na Snežniku in okoliških predelih, jeseni so živali odpeljali v bližino Vremščice, medtem ko so pozimi pasli v Istri in Furlaniji. Istrijanko so nekoč cenili in vzgajali zaradi prilagojenosti na nekvalitetne rejske razmere; živali so bile vzdržljive in sposobne dolge hoje, pasti pa so se zmogle tudi na s kamenjem pokritih površinah, kjer so zelenje smukale izmed kamnov in popasle tudi staro rušo.
Slovenska populacija istrske pramenke je precej majhna, saj se pasmo vzreja zgolj na nekaj kmetijah izvornega območja, Krasa in Istre. Zgolj okrog 1000 živali je del izvorne rodovniške knjige. Leta 2020 naj bi bilo v Sloveniji okrog 930–1100 glav te ovčje pasme. V letu 2022 je bilo v registru zavedenih 34 plemenjakov in 610 plemenic. Istrijanko se danes goji tudi na Hrvaškem in v Italiji (Gorica).

## Značilnosti
Pri istrijanki gre za večjo (višina vihra 70 cm, ovce tehtajo 60–75 kg, ovni 95 kg in več), srednje omišičeno ovco, dolgega in visokega trupa ter dolgih in močnih nog (s čvrstimi in trdimi biclji). Ozka glava, s štrlečimi ušesi in izbočenim nosnim profilom je nameščena na dolg vrat. Pri samicah se tipične rožene tvorbe votlorogov – rogovi ne pojavljajo, medtem ko so pri samcih prisotni; praviloma so dobro razviti in nazaj zaviti. Živali so bele barve, redkeje prevladuje temna barva, pogosto pa jih po glavi in trupu pokrivajo temne pike in pege. Še danes so ponekod v uporabi stara poimenovanja obarvanosti; tako poznamo zelenke (bele ovce), more (črne ovce), pike (pikaste ovce), lise (lisaste ovce), čube (ovce s kratkimi uhlji), rožke (rogate živali) in mulaste (živali brez rogov). Poraščenost z volno je razmeroma slaba, ovce so popolnoma neporaščene po nogah in trebušnem predelu, medtem ko druge dele telesa pokriva groba krovna dlaka. Veliko vime je pravilno, visoko in dobro pripeto, ovčji seski so ne samo veliki, ampak tudi lepi. Kot druge pramenke je tudi istrska pozno zrela (rast konča v starosti od treh do štirih let, spolno dozori po 16–18 mesecih) in je sezonsko plodna pasma, ki jagnji spomladi.

## Vzreja in uporabnost
Živahne, odporne, dolgožive in na skromne lokalne razmere dobro prilagojene živali se večinoma goji ekstenzivno, pri čemer živali zadovoljivo koristijo pašo tako hribovskih kot tudi gorskih pašnikov. V ugodnem delu leta ovce še danes pasejo pastirji, pri čemer je paša podobna nekdanjemu nomadskemu načinu, a se danes živali prenoči v hlevu ali oborah. Kot številne druge ovce in koze je tudi istrijanka zaradi dobre sposobnosti pasenja uporabna kot žival, ki preprečuje zaraščanje višje ležečih ekosistemov.
Pasmo se uporablja predvsem za proizvodnjo mleka, iz katerega delajo kraški in istrski ovčji sir ter skuto, in pridobivanje zgodaj odstavljenih jagnjet. Istrijankino mleko ima visok delež maščob in beljakovin; tradicionalno gojene živali v povprečju proizvedejo 100–150 kg mleka z 9 % maščob in vsaj 6,4 % beljakovin. Pri nekaterih živali delež maščob preseže 13 % in odstotek beljakovin 7 %.